# Salacia debilis
Salacia debilis là một loài thực vật có hoa trong họ Dây gối. Loài này được (G.Don) Walp. miêu tả khoa học đầu tiên năm 1842.